# Vjačeslav Ivan'kov
Vjačeslav Kirillovič Ivan'kov (in russo Вячесла́в Кири́ллович Иванько́в?; Tbilisi, 2 gennaio 1940 – Mosca, 9 ottobre 2009) è stato un mafioso russo, che si crede avesse connessioni con i servizi segreti russi.

## Biografia
Ha operato sia nell'Unione Sovietica che negli Stati Uniti. Il suo soprannome "Japončik" (Япончик), ovvero il giapponese è dovuto ai suoi tratti vagamente simil-orientali.
Ivan'kov è nato in Unione Sovietica, da genitori russi, Olga Gostasvic e Bernard Rojal-Ivan'kov.
Crebbe a Mosca. Fu un wrestler amatoriale e fu imprigionato per la prima volta quando partecipò ad una rissa in un bar per difendere l'onore di una donna, come lui dichiarò.
Dopo il carcere decise di fare commercio nel mercato nero.
Poi fu introdotto in attività di bande di strada.
La sua banda usava documenti falsi per entrare nelle case e rubarvi.
Nel 1974 nella prigione di Butyrka fu "incoronato", riconoscimento dato dalla fratellanza criminale vor v zakone (ladri nella legge).
Nel 1982 le autorità lo arrestarono per traffico di droga e possesso di armi.
Sebbene dovesse scontare 14 anni di carcere fu rilasciato nel 1991, grazie all'intervento di un potente politico e di un giudice corrotto della corte suprema russa.
Nel marzo del 1992 si trasferisce negli Stati Uniti, nonostante dovesse scontare una condanna di 10 anni e avesse già una pessima reputazione.
A differenza della mafia italo-americana dove i boss danno gli ordini, Ivan'kov era solito andare ad estorcere da sé.
La ragione per cui arrivò in America non fu chiara all'inizio.
Il Ministero degli interni russo suggerì all'FBI che Ivan'kov sia andato per gestire e controllare le attività del crimine organizzato russo negli Stati Uniti.
Sebbene Alexander Grant, un editore per il giornale Novoe Russkoe Slov nel 1994 disse che lui in realtà scappò dalla Russia per la nascita di nuovi criminali che non rispettavono le antiche leggi criminali ma che non erano presenti nello stato americano.
In poco tempo la sua banda composta da 100 elementi diventa uno dei più potenti gruppi criminali russi a Brooklyn.
Fu arrestato dall'FBI l'8 giugno 1995 con l'accusa di estorsione di 2,7 milioni di dollari all'impresa Summit gestita da due imprenditori russi.
Il 13 luglio 2004 fu estradato in Russia per accuse di omicidio nei confronti di due turchi, uccisi in un ristorante a Mosca.
La giuria lo dichiarò non colpevole e il caso fu archiviato nel 2005.
il 28 luglio 2009 intorno alle 19:20 (ora locale) venne ucciso con un fucile da cecchino in un ristorante di Mosca, in via Choroševskoe.
Il funerale si svolse il 13 ottobre 2009, ottenendo una grande attenzione mediatica in Russia. Presenziarono centinaia di criminali, ognuno portando il proprio tributo.